# Kari Ristanen
Kari Antero Ristanen (ur. 27 lipca 1958 r. w Tampere) – fiński biegacz narciarski, brązowy medalista olimpijski oraz srebrny medalista mistrzostw świata.

## Kariera
Igrzyska olimpijskie w Sarajewie w 1984 r. były jego olimpijskim debiutem. Wraz z Juhą Mieto, Harrim Kirvesniemim i Akim Karvonenem wywalczył brązowy medal w sztafecie 4 × 10 km. W swoim najlepszym indywidualnym starcie, w biegu na 50 km techniką klasyczną zajął 15. miejsce. Startował także na igrzyskach olimpijskich w Calgary, gdzie jego najlepszym wynikiem było 7. miejsce na dystansie 50 m techniką dowolną. Zajął także między innymi 8. miejsce w sztafecie.
W 1987 r. zadebiutował na mistrzostwach świata biorąc udział w mistrzostwach w Oberstdorfie. W biegu na 50 km techniką dowolną zajął 5. miejsce co było jego najlepszym wynikiem na tych mistrzostwach, a także najlepszym indywidualnym wynikiem w historii jego startów na mistrzostwach. Wraz z kolegami z reprezentacji zajął także 6. miejsce w sztafecie. Na mistrzostwach świata w Lahti w 1989 r. zdobył swój drugi medal w karierze. Wspólnie z Akim Karvonenem, Harrim Kirvesniemim i Jarim Räsänenem zdobył srebrny medal w sztafecie. W swoim najlepszym indywidualnym starcie zajął 11. miejsce w biegu na 15 km techniką dowolną. Na późniejszych mistrzostwach już nie startował.
Najlepsze wyniki w Pucharze Świata osiągnął w sezonach 1986/1987 i 1987/1988, kiedy to zajmował 10. miejsce w klasyfikacji generalnej. W 1989 r. postanowił zakończyć sportową karierę.
Jego żona Eija Hyytiäinen również uprawiała biegi narciarskie.

## Osiągnięcia

### Igrzyska olimpijskie
| Miejsce | Dzień     | Rok  | Miejscowość | Konkurencja             | Czas biegu | Strata  | Zwycięzca           |
| ------- | --------- | ---- | ----------- | ----------------------- | ---------- | ------- | ------------------- |
| 17.     | 10 lutego | 1984 | Sarajewo    | 30 km stylem dowolnym   | 1:24:26,3  | +4:06,3 | Nikołaj Zimiatow    |
| 3.      | 16 lutego | 1984 | Sarajewo    | Sztafeta 4 × 10 km      | 1:55:06,3  | +1:25,1 | Szwecja             |
| 15.     | 19 lutego | 1984 | Sarajewo    | 50 km stylem klasycznym | 2:15:55,8  | +7:14,8 | Thomas Wassberg     |
| 27.     | 15 lutego | 1988 | Calgary     | 30 km stylem klasycznym | 1:24:26,3  | +6:38,9 | Aleksiej Prokurorow |
| 8.      | 22 lutego | 1988 | Calgary     | Sztafeta 4 × 10 km      | 1:43:58,6  | +4:25,4 | Szwecja             |
| 7.      | 27 lutego | 1988 | Calgary     | 50 km stylem dowolnym   | 2:04:30,9  | +3:37,2 | Gunde Svan          |

### Mistrzostwa świata
| Miejsce | Dzień     | Rok  | Miejscowość | Konkurencja             | Czas biegu | Strata  | Zwycięzca        |
| ------- | --------- | ---- | ----------- | ----------------------- | ---------- | ------- | ---------------- |
| 34.     | 18 lutego | 1985 | Seefeld     | 30 km stylem klasycznym | 1:18:24,1  | +5:28,4 | Gunde Svan       |
| 10.     | 12 lutego | 1987 | Oberstdorf  | 30 km stylem klasycznym | 1:24:30,1  | +5:46,2 | Thomas Wassberg  |
| 6.      | 15 lutego | 1987 | Oberstdorf  | Sztafeta 4 × 10 km      | 1:38:04,6  | +2:31,9 | Szwecja          |
| 5.      | 21 lutego | 1987 | Oberstdorf  | 50 km stylem dowolnym   | 2:11:27,2  | +3:43,5 | Maurilio De Zolt |
| 11.     | 20 lutego | 1989 | Lahti       | 15 km stylem dowolnym   | 40:39,6    | +1:04,4 | Gunde Svan       |
| 2.      | 24 lutego | 1989 | Lahti       | Sztafeta 4 × 10 km      | 1:40:12,3  | +1,3    | Szwecja          |
| 15.     | 26 lutego | 1989 | Lahti       | 50 km stylem dowolnym   | 2:15:24,9  | +8:04,4 | Gunde Svan       |

### Puchar Świata

#### Miejsca w klasyfikacji generalnej
- sezon 1981/1982: 32.
- sezon 1982/1983: 21.
- sezon 1983/1984: 24.
- sezon 1984/1985: 43.
- sezon 1985/1986: 11.
- sezon 1986/1987: 10.
- sezon 1987/1988: 10.
- sezon 1988/1989: 22.

#### Miejsca na podium (po 1982 r.)
| Nr | Dzień      | Rok  | Miejscowość | Konkurencja           | Czas biegu | Pozycja | Strata | Zwycięzca     |
| -- | ---------- | ---- | ----------- | --------------------- | ---------- | ------- | ------ | ------------- |
| 1. | 14 grudnia | 1985 | Biwabik     | 30 km stylem dowolnym | ?          | 2       | ?      | Gunde Svan    |
| 2. | 10 grudnia | 1986 | Ramsau      | 15 km stylem dowolnym | ?          | 2       | ?      | Gunde Svan    |
| 3. | 12 marca   | 1988 | Falun       | 30 km stylem dowolnym | ?          | 3       | ?      | Pierre Harvey |